# Список полных кавалеров ордена Трудовой Славы/В
В настоящем списке представлены в алфавитном порядке полные кавалеры ордена Трудовой Славы, чьи фамилии начинаются с буквы «В». Список содержит информацию о датах Указов о присвоении звания, профессии награждённых, дате рождения и дате смерти. В настоящее время список не является завершённым и нуждается в дополнениях и уточнениях.
| №  | Фамилия, имя, отчество           | Даты жизни              | Профессия | Дата Указа и номер ордена                                                 | ГС        |
| -- | -------------------------------- | ----------------------- | --- | ------------------------------------------------------------------------- | --------- |
| 1  | Вакорин, Николай Васильевич      | 16.12.1933 — 23.08.2006 | Электромонтёр регионального энергетического управления «Колэнерго» Министерства энергетики и электрификации СССР, Мурманская область                                                                                 | 3 ст. 22.04.1975 № 79385 2 ст. 31.03.1981 № 6863 1 ст. 29.04.1986 № 216   | [ ГС 1 ]  |
| 2  | Варга, Янош Яношевич             | 08.10.1942 — 18.10.2000 | Звеньевой колхоза «Шлях до комунизму» Ужгородского района Закарпатской области | 3 ст. 14.02.1975 № 16032 2 ст. 24.12.1976 № 1879 1 ст. 07.07.1986 № 435   | [ ГС 2 ]  |
| 3  | Варущев, Александр Александрович | 24.06.1937 — 28.08.2007 | Тракторист-машинист колхоза «Вперёд к коммунизму» Плавского района Тульской области | 3 ст. 26.05.1981 № 303353 2 ст. 12.03.1982 № 7654 1 ст. 12.09.1990 № 820  | [ ГС 3 ]  |
| 4  | Василенко, Александр Степанович  | род. 1934               | Забойщик шахты имени Ленина производственного объединения «Артёмуголь» Министерства угольной промышленности Украинской ССР, Донецкая область                                                                         | 3 ст. 21.04.1975 № 33721 2 ст. 02.03.1981 № 14168 1 ст. 29.04.1986 № 260  | [ ГС 4 ]  |
| 5  | Васильев, Николай Васильевич     | 08.05.1931 — 23.01.2000 | Бульдозерист монтажно-строительной организации «Кугесьская» объединения «Чувашагропромстрой», Чебоксарский район Чувашской АССР                                                                                      | 3 ст. 21.04.1975 № 40564 2 ст. 14.04.1981 № 10022 1 ст. 21.12.1991 № 991  | [ ГС 5 ]  |
| 6  | Васильев, Олег Михайлович        | 04.08.1939 — 11.01.2017 | Бригадир Судостроительного завода имени А. А. Жданова Министерства судостроительной промышленности СССР, гор. Ленинград                                                                                              | 3 ст. 25.04.1975 № 202650 2 ст. 10.03.1981 № 6427 1 ст. 16.07.1986 № 453  | [ ГС 6 ]  |
| 7  | Васильева, Нина Ивановна         | 25.12.1937 — 29.12.2016 | Заведующая фермой колхоза имени Калинина Краснокутского района Саратовской области | 3 ст. 14.02.1975 № 1264 2 ст. 13.03.1981 № 8782 1 ст. 29.08.1986 № 580    | [ ГС 7 ]  |
| 8  | Вахромин, Юрий Николаевич        | род. 21.10.1948         | Модельщик Минского тракторного завода Министерства тракторного и сельскохозяйственного машиностроения СССР | 3 ст. 04.05.1975 № 140115 2 ст. 10.03.1981 № 17443 1 ст. 10.06.1986 № 323 | [ ГС 8 ]  |
| 9  | Вашакидзе, Борис Ильич           | род. 02.04.1933         | Водитель-испытатель Кутаисского автомобильного завода имени Серго Орджоникидзе Министерства автомобильной промышленности СССР, Грузинская ССР                                                                        | 3 ст. 11.03.1976 № 133843 2 ст. 31.03.1981 № 17640 1 ст. 10.06.1986 № 341 | [ ГС 9 ]  |
| 10 | Вдовин, Вячеслав Иванович        | род. 14.04.1938         | Слесарь-инструментальщик Горьковского телевизионного завода имени В. И. Ленина | 3 ст. 29.03.1976 № 309828 2 ст. 10.03.1981 № 6798 1 ст. 21.12.1991№ 972   | [ ГС 10 ] |
| 11 | Виноградов, Александр Иванович   | род. 15.12.1948         | Токарь Чебоксарского машиностроительного завода Министерства машиностроения для лёгкой и пищевой промышленности и бытовых приборов СССР, Чувашская АССР                                                              | 3 ст. 24.04.1975 № 40639 2 ст. 10.03.1981 № 10052 1 ст. 10.06.1986 № 352  | [ ГС 11 ] |
| 12 | Вирченко, Лидия Трофимовна       | род. 20.04.1940         | Доярка совхоза «Мариамский» Петровского района Кировоградской области | 3 ст. 24.12.1976 № 178789 2 ст. 04.03.1982 № 15518 1 ст. 17.08.1988 № 613 |           |
| 13 | Вишникина, Людмила Ивановна      | род. 07.09.1939         | Бригадир слесарей-сборщиков электрических машин и аппаратов завода «Миассэлектроаппарат» Министерства электротехнической промышленности СССР, Челябинская область                                                    | 3 ст. 22.04.1975 № 67951 2 ст. 31.03.1981 № 5332 1 ст. 10.06.1986 № 365   | [ ГС 12 ] |
| 14 | Вишняков, Иван Степанович        | род. 1931               | Бригадир электрослесарей-монтажников строительно-монтажного управления № 4 Мосметростроя | 3 ст. 21.04.1975 № 119124 2 ст. 16.01.1981 № 19298 1 ст. 21.12.1991 № 977 |           |
| 15 | Вовк, Алексей Александрович      | 12.02.1940 — 05.03.1990 | Травильщик Днепропетровского трубопрокатного завода имени Ленина Министерства металлургии СССР | 3 ст. 21.04.1975 № 54149 2 ст. 02.03.1981 № 15087 1 ст. 26.10.1989 № 673  | [ ГС 13 ] |
| 16 | Вовчук, Мария Михайловна         | род. 1949               | Доярка колхоза «Правда» Бродовского района Львовской области | 3 ст. 14.02.1975 № 9452 2 ст. 24.12.1976 № 90 1 ст. 21.12.1983 № 68       | [ ГС 14 ] |
| 17 | Воеводина, Валентина Григорьевна | род. 1953               | Доярка совхоза «Дубовский» Спасского района Приморского края | 3 ст. 23.12.1976 № 319887 2 ст. 21.12.1983 № 20327 1 ст. 25.08.1989 № 668 | [ ГС 15 ] |
| 18 | Волков, Сергей Фёдорович         | 21.10.1941 — 19.02.2013 | Слесарь-инструментальщик производственного объединения ЗИЛ Министерства автомобильного и сельскохозяйственного машиностроения СССР, гор. Москва                                                                      | 3 ст. 22.04.1975 № 115439 2 ст. 25.04.1985 № 34529 1 ст. 25.07.1991 № 905 | [ ГС 16 ] |
| 19 | Волков, Юрий Петрович            | 01.06.1936 — 30.10.2012 | Бригадир водителей автомобилей Ивановского пассажирского автотранспортного предприятия № 1 Министерства автомобильного транспорта РСФСР                                                                              | 3 ст. 22.04.1975 № 90376 2 ст. 02.04.1981 № 12459 1 ст. 14.08.1986 № 495  | [ ГС 17 ] |
| 20 | Волкова, Лидия Николаевна        | род. 14.10.1931         | Печатница Государственного проектно-изыскательского института «Ленгипротранс» Министерства транспортного строительства СССР, гор. Ленинград                                                                          | 3 ст. 21.04.1975 № 78848 2 ст. 29.05.1981 № 20164 1 ст. 18.07.1985 № 147  | [ ГС 18 ] |
| 21 | Волосатов, Егор Семёнович        | род. 10.06.1943         | Тракторист-машинист колхоза имени Кирова Шебекинского района Белгородской области | 3 ст. 14.02.1975 № 19848 2 ст. 13.03.1981 № 5801 1 ст. 10.09.1990 № 815   | [ ГС 19 ] |
| 22 | Волошин, Анатолий Павлович       | род. 26.11.1939         | Тракторист-машинист совхоза-завода «Изумрудный» Джанкойского района Крымской области | 3 ст. 24.12.1976 № 159608 2 ст. 06.06.1984 № 16912 1 ст. 07.08.1991 № 917 |           |
| 23 | Волхонская, Антонина Николаевна  | род. 01.08.1931         | Доярка совхоза «Нива» Гатчинского района Ленинградской области | 3 ст. 10.03.1976 № 284059 2 ст. 16.12.1980 № 4138 1 ст. 26.06.1985 № 150  | [ ГС 20 ] |
| 24 | Вондрачек, Ольга Леонтьевна      | род. 28.07.1939         | Фасовщица Львовского химико-фармацевтического завода Министерства медицинской и микробиологической промышленности СССР                                                                                               | 3 ст. 22.04.1975 № 32278 2 ст. 31.03.1981 № 14737 1 ст. 03.06.1986 № 309  |           |
| 25 | Воробьёв, Михаил Владимирович    | род. 21.11.1935         | Бригадир строительно-монтажного поезда № 638 Донецкой железной дороги, Донецкая область | 3 ст. 21.04.1975 № 45928 2 ст. 02.04.1981 № 14820 1 ст. 03.07.1986 № 406  |           |
| 26 | Воронова, Анна Яковлевна         | 15.08.1929 — 24.02.2008 | Доярка совхоза имени XXI съезда КПСС Кожевниковского района Томской области | 3 ст. 14.02.1975 № 18846 2 ст. 23.12.1976 № 211 1 ст. 14.12.1984 № 101    | [ ГС 21 ] |
| 27 | Воронова, Мария Ивановна         | 19.07.1937 — 14.02.2023 | Прессовщица-оператор Калининского комбината строительных материалов № 2 производственного объединения «Калининстройматериалы» Министерства промышленности строительных материалов РСФСР, Калининская область         | 3 ст. 21.04.1975 № 85324 2 ст. 12.05.1977 № 3114 1 ст. 07.01.1983 № 9     | [ ГС 22 ] |
| 28 | Востров, Николай Павлович        | 10.12.1934 — 24.11.2018 | Фрезеровщик Андижанского механического завода «Коммунар» производственного объединения «Узбекхлопкомаш» Министерства машиностроения для лёгкой и пищевой промышленности и бытовых приборов СССР, Андижанская область | 3 ст. 24.04.1975 № 136337 2 ст. 10.03.1981 № 16781 1 ст. 10.06.1986 № 355 | [ ГС 23 ] |
| 29 | Второв, Николай Николаевич       | 24.07.1936 — 18.02.2006 | Бригадир колхоза «Украина» Кировского района Крымской области | 3 ст. 14.02.1975 № 10328 2 ст. 24.12.1976 № 2049 1 ст. 07.07.1986 № 439   | [ ГС 24 ] |